# Thraulus
Thraulus is een geslacht van haften (Ephemeroptera) uit de familie Leptophlebiidae.

## Soorten
Het geslacht Thraulus omvat de volgende soorten:
- Thraulus bellus
- Thraulus bishopi
- Thraulus demoulini
- Thraulus fasciatus
- Thraulus fatuus
- Thraulus femoratus
- Thraulus gopalani
- Thraulus grandis
- Thraulus macilentus
- Thraulus mudumalaiensis
- Thraulus semicastaneus
- Thraulus thraker
- Thraulus torrentis
- Thraulus turbinatus
- Thraulus umbrosus